# 巴拉乔尔
巴拉乔尔（Balachaur），是印度旁遮普邦Nawanshahr县的一个城镇。总人口18106（2001年）。

## 人口
该地2001年总人口18106人，其中男性9532人，女性8574人；0—6岁人口2198人，其中男1243人，女955人；识字率68.13%，其中男性为72.57%，女性为63.19%。